# Interpol
A Organização Internacional de Polícia Criminal, mundialmente conhecida pelo seu acrónimo INTERPOL (em inglês:  International Criminal Police Organization, ICPO e em francês:  Organisation internationale de police criminelle, OIPC), é uma organização internacional que facilita a cooperação policial mundial e o controle do crime. Sediada em Lyon, França, foi fundada em 1923 como Comissão Internacional de Polícia Criminal (CIPC); o nome INTERPOL serviu como endereço telegráfico da agência em 1946 e foi escolhido como seu nome comum em 1956.
A INTERPOL fornece suporte de investigação, conhecimento e treinamento para a aplicação da lei em todo o mundo na luta contra três áreas principais de crime transnacional: terrorismo, crime cibernético e crime organizado. Seu amplo mandato abrange praticamente todo tipo de crime, incluindo crimes contra a humanidade, pornografia infantil, tráfico e produção de drogas, corrupção política, violação de direitos autorais e crime do colarinho branco. A agência também ajuda a coordenar a cooperação entre as instituições policiais do mundo por meio de bancos de dados criminais e redes de comunicação.
A INTERPOL possui um orçamento anual de cerca de 113 milhões de euros (127 milhões de dólares), a maior parte fornecida através de contribuições anuais dos membros das forças policiais em 181 países. Suas operações diárias são realizadas pela Secretaria-Geral, composta por policiais e civis e liderada pelo secretário-geral, atualmente Valdecy Urquiza, ex-vice-presidente da INTERPOL para as Américas. Em 2013, a Secretaria-Geral empregava uma equipe de 756 representantes de 100 países membros. A Assembleia Geral, composta por todos os países membros, é o corpo diretivo, elegendo o Comitê Executivo e seu presidente — atualmente Ahmed Naser Al-Raisi, dos Emirados Árabes Unidos — para supervisionar a implementação das políticas e administração da organização.
A INTERPOL busca permanecer o mais politicamente neutra possível, a fim de cumprir seu mandato; portanto, seu estatuto impede a organização de realizar intervenções ou atividades de natureza política, militar, religiosa ou racial ou de se envolver em disputas sobre tais assuntos.

## História
Na primeira parte do século XX, vários esforços foram feitos para formalizar a cooperação policial internacional, mas inicialmente eles falharam. Entre esses esforços estavam o Primeiro Congresso Internacional de Polícia Criminal em Mônaco, em 1914, e a Conferência Internacional de Polícia, em Nova York, em 1922. O Congresso de Mônaco falhou porque foi organizado por especialistas em direito e oficiais políticos, não por profissionais da polícia, enquanto a conferência de Nova York em atrair atenção internacional.
Em 1923, uma nova iniciativa foi tomada no Congresso Internacional de Polícia Criminal, em Viena, onde a Comissão Internacional de Polícia Criminal (ICPC) foi fundada com sucesso como precursora direta da INTERPOL. Entre os membros fundadores estavam policiais da Áustria, Alemanha, Bélgica, Polônia, China, Egito, França, Grécia, Hungria, Itália, Países Baixos, Romênia, Suécia, Suíça e Iugoslávia. O Reino Unido entrou em 1928. Os Estados Unidos não se uniram à Interpol até 1938, embora um policial dos EUA tenha participado não oficialmente do congresso de 1923.
Após a Anschluss em 1938, a organização ficou sob o controle da Alemanha nazista e a sede da Comissão acabou sendo transferida para Berlim em 1942. A maioria dos membros retirou seu apoio durante esse período. De 1938 a 1945, os presidentes do CIPC incluíam Otto Steinhäusl, Reinhard Heydrich, Arthur Nebe e Ernst Kaltenbrunner. Todos eram generais na SS e Kaltenbrunner foi o oficial da SS de mais alto nível executado após os Julgamentos de Nuremberg.
Após o final da Segunda Guerra Mundial, a organização foi ressuscitada em 1946 como Organização Internacional de Polícia Criminal (OIPC) por funcionários da Bélgica, França, Escandinávia e Reino Unido. Sua nova sede foi estabelecida em Paris, depois, a partir de 1967, em Saint-Cloud, um subúrbio de Paris. Eles permaneceram lá até 1989, quando foram transferidos para o local atual em Lyon. Até a década de 1980, a INTERPOL não interveio na acusação de criminosos de guerra nazistas, de acordo com o artigo 3 de sua Carta, que proibia a intervenção em questões "políticas".
Em julho de 2010, o ex-presidente da INTERPOL, Jackie Selebi, foi considerado culpado de corrupção pelo Tribunal Superior da África do Sul em Joanesburgo por aceitar subornos no valor de 156 mil euros (192 831 dólares) de um traficante de drogas. Depois de ser acusado em janeiro de 2008, Selebi renunciou ao cargo de presidente da INTERPOL e ficou em licença prolongada como Comissário Nacional de Polícia da África do Sul. Ele foi temporariamente substituído por Arturo Herrera Verdugo, Comissário Nacional da Polícia de Investigações do Chile e ex-vice-presidente da Zona Americana, que permaneceu presidente em exercício até a nomeação de Khoo Boon Hui em outubro de 2008.
Em 8 de novembro de 2012, a 81ª Assembléia Geral foi encerrada com a eleição do Diretor Central Adjunto da Polícia Judiciária Francesa, Mireille Ballestrazzi, a primeira mulher presidente da organização.
Em novembro de 2016, Meng Hongwei, político da República Popular da China, foi eleito presidente durante a 85ª Assembléia Geral da Interpol e atuaria nessa função até 2020. No final de setembro de 2018, Meng desapareceu durante uma viagem à China, depois de ser "levado" para ser interrogado por "autoridades disciplinares". A polícia chinesa confirmou mais tarde que Meng havia sido preso sob acusação de suborno, como parte de uma campanha nacional anticorrupção. Em 7 de outubro de 2018, a INTERPOL anunciou que Meng havia renunciado a seu cargo com efeito imediato e que a Presidência seria temporariamente ocupada pelo vice-presidente sênior da INTERPOL (Ásia) Kim Jong Yang, da Coreia do Sul. Em 21 de novembro de 2018, a Assembleia Geral da INTERPOL elegeu Kim para preencher o restante do mandato de Meng, em uma eleição controversa, onde surgiram acusações de que o outro candidato, o vice-presidente Alexander Prokopchuk da Rússia, havia usado os avisos da INTERPOL para atingir críticos do governo russo.
No ano de 2014 a Interpol inaugurou o Interpol Global Complex for Innovation (IGCI) em Singapura com o objetivo de atuar em crimes de alta tecnologia e trazer inovação no uso de tecnologias para o policiamento.

## Metodologia

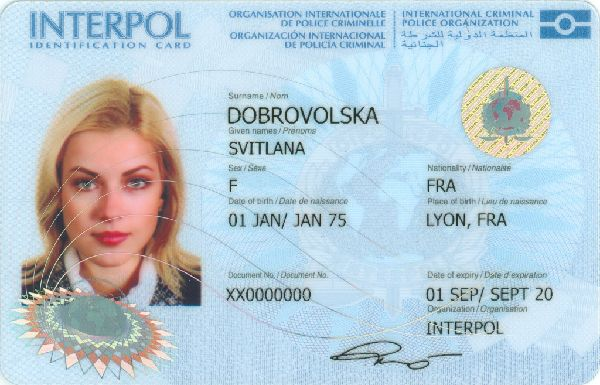
Cartão de identidade da INTERPOL.

Ao contrário dos retratos frequentes na cultura popular, a Interpol não é uma agência de aplicação da lei supranacional e não possui agentes que possam fazer prisões. Em vez disso, é uma organização internacional que funciona como uma rede de agências policiais de diferentes países. A organização, portanto, funciona como uma ligação administrativa entre as agências policiais dos países membros, fornecendo comunicações e assistência ao banco de dados, assistida através da sede central em Lyon. Os bancos de dados da organização podem ajudar a aplicação da lei no combate ao crime internacional.
Uma rede mundial de comunicações criptografadas baseada na Internet permite que os agentes da Interpol e os países membros entrem em contato a qualquer momento. Conhecida como I-24/7, a rede oferece acesso constante aos bancos de dados da Interpol. A Interpol emitiu 13.637 avisos em 2013, dos quais 8 857 foram vermelhos, em comparação com 4 596 em 2008 e 2 037 em 2003. Em 2013 havia 52 880 avisos válidos em circulação.
Em caso de desastre internacional, ataque terrorista ou assassinato, a Interpol pode enviar uma equipe de resposta a incidentes (ERI), que podem oferecer uma variedade de conhecimentos e acesso a bancos de dados para ajudar na identificação de vítimas, identificação de suspeitos e disseminação de informações para as agências de aplicação da lei de outras nações. Além disso, a pedido das autoridades locais, elas podem atuar como uma operação central de comando e logística para coordenar outras agências policiais envolvidas. Essas equipes foram implantadas oito vezes em 2013. A Interpol começou a emitir seus próprios documentos de viagem em 2009, na esperança de que os países removessem os requisitos de visto para pessoas que viajam para os assuntos da organização, melhorando assim o tempo de resposta. Em setembro de 2017, a organização votou para aceitar a Palestina e as Ilhas Salomão como membros.

## Estados-membros
| \| - Afeganistão - Albânia - Alemanha - Andorra - Angola - Antígua e Barbuda - Arábia Saudita - Argélia - Argentina - Armênia - Aruba - Austrália - Áustria - Azerbaijão - Bahamas - Bahrein - Bangladesh - Barbados - Bielorrússia - Bélgica - Belize - Benim - Bolívia - Bósnia e Herzegovina - Botswana - Brasil - Brunei - Bulgária - Burquina Fasso - Burundi - Butão - Cabo Verde - Camboja - Camarões - Canadá - Colômbia - Comores - República do Congo - República Democrática do Congo - Coreia do Sul - Costa Rica - Costa do Marfim - Croácia - Cuba - Curaçau - Chade - Chile - China - Chipre - Dinamarca - Dominica - Equador - Egito - El Salvador - Emirados Árabes Unidos - Eritreia - Eslováquia - Eslovênia - Espanha - Estados Unidos - Estónia - Etiópia \| - Macedônia do Norte - Filipinas - Finlândia - Fiji - França - Gabão - Gâmbia - Geórgia - Gana - Granada - Grécia - Guatemala - Guiné - Guiné-Bissau - Guiné Equatorial - Guiana - Haiti - Honduras - Hungria - Ilhas Salomão - Índia - Indonésia - Iraque - Irão - Islândia - Irlanda - Israel - Itália - Jamaica - Japão - Jordânia - Cazaquistão - Quênia - Quirguistão - Kuwait - Laos - Lesoto - Letónia - Líbano - Libéria - Líbia - Liechtenstein - Lituânia - Luxemburgo - Madagáscar - Malásia - Malawi - Maldivas - Mali - Malta - Ilhas Marshall - Ilhas Maurícias - Mauritânia - México - Moldávia - Mónaco - Montenegro - Mongólia - Moçambique - Myanmar - Namíbia - Nauru - Nepal \| - Nicarágua - Níger - Nigéria - Noruega - Nova Zelândia - Omã - Países Baixos - Palau - Palestina - Paquistão - Panamá - Papua-Nova Guiné - Paraguai - Peru - Polónia - Portugal - Catar - Reino Unido - República Centro-Africana - Chéquia - República Dominicana - Ruanda - Roménia - Rússia - São Cristóvão e Neves - San Marino - São Vicente e Granadinas - São Tomé e Príncipe - Senegal - Sérvia - Seicheles - Serra Leoa - Singapura - São Martinho - Síria - Somália - Sri Lanka - Essuatíni - Sudão - Sudão do Sul - Suécia - Suíça - África do Sul - Suriname - Tailândia - Tanzânia - Tajiquistão - Timor-Leste - Togo - Tonga - Trinidad e Tobago - Tunísia - Turquemenistão - Turquia - Ucrânia - Uganda - Uruguai - Uzbequistão - Vaticano - Venezuela - Vietname - Iêmen - Djibuti - Zâmbia - Zimbabwe \| | | |
| - Afeganistão - Albânia - Alemanha - Andorra - Angola - Antígua e Barbuda - Arábia Saudita - Argélia - Argentina - Armênia - Aruba - Austrália - Áustria - Azerbaijão - Bahamas - Bahrein - Bangladesh - Barbados - Bielorrússia - Bélgica - Belize - Benim - Bolívia - Bósnia e Herzegovina - Botswana - Brasil - Brunei - Bulgária - Burquina Fasso - Burundi - Butão - Cabo Verde - Camboja - Camarões - Canadá - Colômbia - Comores - República do Congo - República Democrática do Congo - Coreia do Sul - Costa Rica - Costa do Marfim - Croácia - Cuba - Curaçau - Chade - Chile - China - Chipre - Dinamarca - Dominica - Equador - Egito - El Salvador - Emirados Árabes Unidos - Eritreia - Eslováquia - Eslovênia - Espanha - Estados Unidos - Estónia - Etiópia | - Macedônia do Norte - Filipinas - Finlândia - Fiji - França - Gabão - Gâmbia - Geórgia - Gana - Granada - Grécia - Guatemala - Guiné - Guiné-Bissau - Guiné Equatorial - Guiana - Haiti - Honduras - Hungria - Ilhas Salomão - Índia - Indonésia - Iraque - Irão - Islândia - Irlanda - Israel - Itália - Jamaica - Japão - Jordânia - Cazaquistão - Quênia - Quirguistão - Kuwait - Laos - Lesoto - Letónia - Líbano - Libéria - Líbia - Liechtenstein - Lituânia - Luxemburgo - Madagáscar - Malásia - Malawi - Maldivas - Mali - Malta - Ilhas Marshall - Ilhas Maurícias - Mauritânia - México - Moldávia - Mónaco - Montenegro - Mongólia - Moçambique - Myanmar - Namíbia - Nauru - Nepal | - Nicarágua - Níger - Nigéria - Noruega - Nova Zelândia - Omã - Países Baixos - Palau - Palestina - Paquistão - Panamá - Papua-Nova Guiné - Paraguai - Peru - Polónia - Portugal - Catar - Reino Unido - República Centro-Africana - Chéquia - República Dominicana - Ruanda - Roménia - Rússia - São Cristóvão e Neves - San Marino - São Vicente e Granadinas - São Tomé e Príncipe - Senegal - Sérvia - Seicheles - Serra Leoa - Singapura - São Martinho - Síria - Somália - Sri Lanka - Essuatíni - Sudão - Sudão do Sul - Suécia - Suíça - África do Sul - Suriname - Tailândia - Tanzânia - Tajiquistão - Timor-Leste - Togo - Tonga - Trinidad e Tobago - Tunísia - Turquemenistão - Turquia - Ucrânia - Uganda - Uruguai - Uzbequistão - Vaticano - Venezuela - Vietname - Iêmen - Djibuti - Zâmbia - Zimbabwe |

| \| Do Reino Unido - Anguila - Bermudas - Gibraltar - Ilhas Caimã - Ilhas Virgens Britânicas - Monserrate - Turcas e Caicos - Samoa \| Dos Estados Unidos - Porto Rico \| Da China - Macau - Hong Kong \| |                                 |                              |
| Do Reino Unido - Anguila - Bermudas - Gibraltar - Ilhas Caimã - Ilhas Virgens Britânicas - Monserrate - Turcas e Caicos - Samoa                                                                          | Dos Estados Unidos - Porto Rico | Da China - Macau - Hong Kong |

### Países não membros
- Coreia do Norte
- Tuvalu

### Brasil
A Polícia Federal é a representante brasileira da INTERPOL. O escritório da Interpol no Brasil localiza-se no complexo da Polícia Federal em Brasília, com representações estaduais em todas as Superintendências Regionais da PF. Sua função é promover a cooperação com organizações policiais de outros países, em estrita coordenação com a Sede da Interpol, em Lyon (França). Policiais Federais da Interpol trabalham na tradução e divulgação de informação criminal internacional, cooperação em investigações internacionais, repressão de crime transnacional, e a busca de foragidos da Polícia de outros países que se encontrem no Brasil ou brasileiros que estejam no exterior.